# 法海寺 (北京市)
39°56′33″N 116°09′36″E / 39.942554°N 116.159902°E
法海寺位于北京石景山区模式口大街北，东依馒头山，西依蟠龙山，北连福寿岭。是一座汉传佛教寺院，现作为博物馆开放。

## 历史
法海寺由御用监太监李童集资，始建于明正统四年（1439年），至正统八年(1443年)竣工，明英宗赐名法海禅寺。寺有“五绝”，即明代壁画、古铜钟、白皮松、藻井曼荼羅和四柏一孔桥。原寺庙规模宏大，明、清时多次重修。如今法海寺中还保留着礼部尚书古滢撰“敕赐法海寺碑记”(1443年)，以及吏部尚书王直撰“法海寺记”，这些都见证了法海寺的悠久历史。

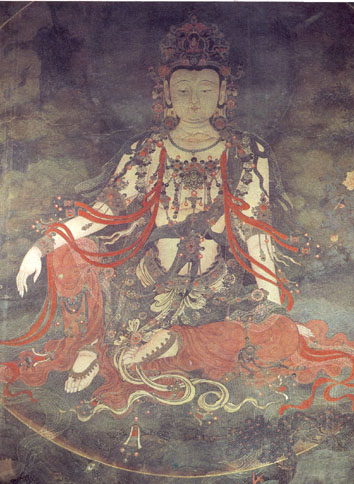
法海寺壁画中的水月观音像

## 建筑

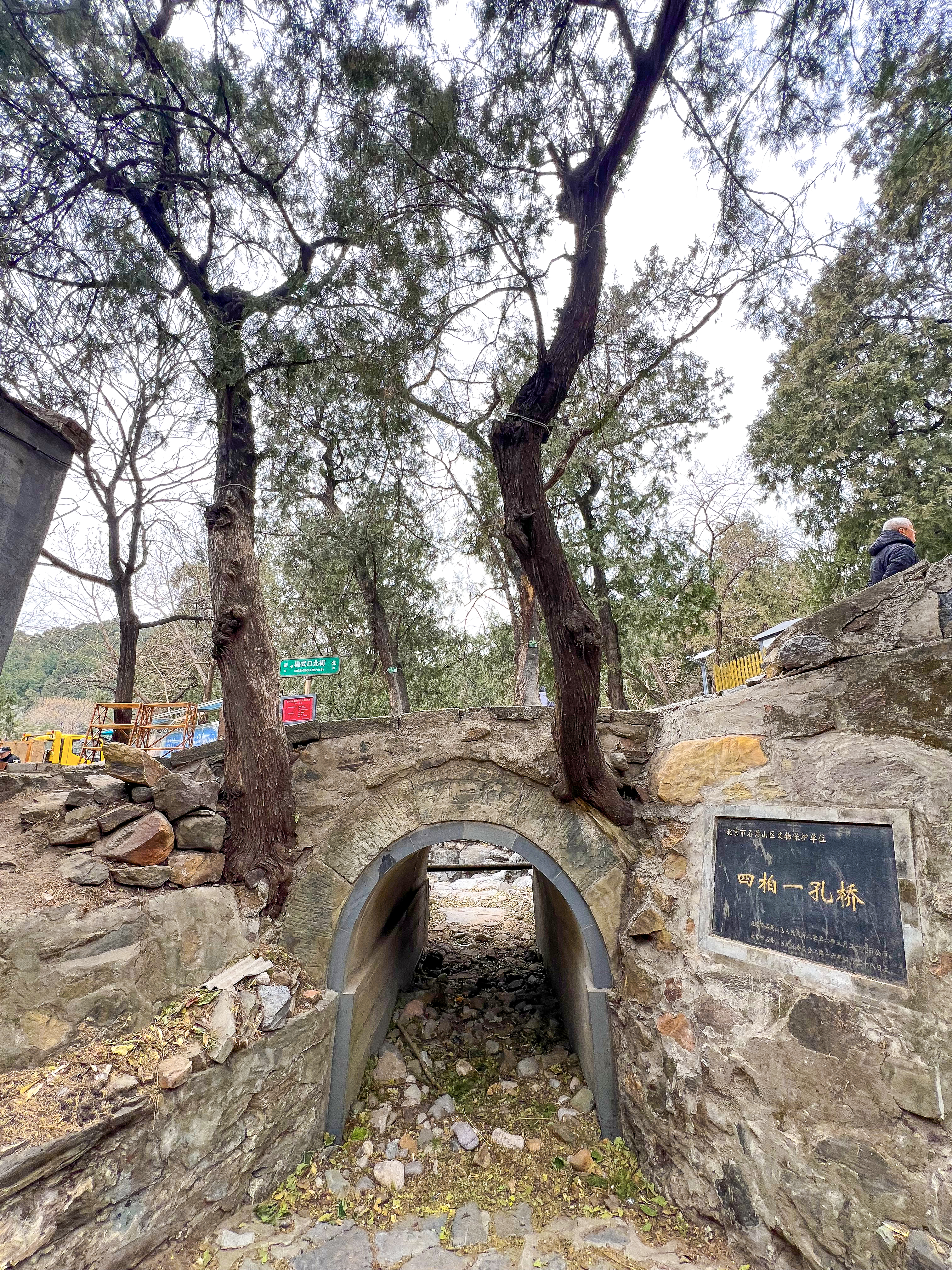
四柏一孔桥

法海寺为四进院落，全寺依山势建在逐层抬高的四层高台之上，东西宽约72米，南北长约150米。中轴线建筑由南向北为山门（护法金刚殿）、天王殿、大雄宝殿、药师殿和藏经楼。金刚殿东西分别为钟鼓楼，大雄宝殿前月台两侧有两棵古白皮松，树龄皆逾千年，可谓京城之最。月台两侧为伽兰堂和祖师殿。
大雄宝殿内原有三世佛、十八罗汉、大黑天及李童供养像，皆于文革期间被毁。大殿天花由231块方格组成，每一方格内均绘毗卢遮那佛曼荼羅。天花中央有三个曼荼羅藻井，中央为毗卢遮那佛，东为药师佛，西为阿弥陀佛。 大殿墙上绘有许多明代壁画，这些壁画具有很高的艺术价值，法海寺也因此闻名。
法海寺是中国全国重点文物保护单位之一。法海寺經過大修后，于2008年7月30日重新对外开放。为保护正殿壁画，需要单独购票持手电筒进入封闭的殿内进行参观，且禁止携带手机、照相机、摄像机进入。
法海寺山门前有一座四柏一孔桥，因四角各生长着一棵柏树而得名，2006年3月29日被公布为石景山区第五批文物保护单位。

## 壁画
堪称明代壁画中的最高典范的法海寺壁画完成于正统八年，由宫廷画士宛福清、王恕和民间画士张平、王义、顾行等十五人所绘。位于大雄宝殿东西壁、北壁和佛坛背屏共九铺。
东西壁上绘十方佛赴会图，两壁构图对称，上部均绘有一飞天、四菩萨、五方佛、六观音共十六身，中下部则为祥云山泉草木花卉。贴近底部的壁画由于原有十八罗汉遮挡，因此色彩比其他部分要更为鲜艳明亮。
北壁为帝释梵天礼佛护法图，因正殿后门分为东西两堵，表现的是帝释二十诸天。东堵有天神和部属共十九身。由西向东分别为梵天与侍从、持国天、增长天、大自在天和天女、功德天及侍从、日天、摩利支天、地天和侍从、韦驮天、龙王和龙妖。西堵有天神及部属共十七身。由东至西分别为帝释和天女、多闻天、广目天、菩提树天及天女、辩才天、月天、鬼子母及其爱子、散脂大将、密迹金刚、阎摩天和侍从。
背屏正面满绘祥云，背面绘观音、文殊、普贤三大士图，并分别伴有善财童子、贤人、驯狮、驯象等。
水月观音画高四米有余，运用了叠晕烘染和沥粉堆金等多种技法。观音所披一袭纱罗由诸多菱花组成，每朵菱花均由48根丝线绘成。